# Ampulex satoi
Ampulex satoi là một loài côn trùng cánh màng trong họ Ampulicidae, thuộc chi Ampulex. Loài này được Yasumatsu miêu tả khoa học đầu tiên năm 1936.